# Ozon (stof)

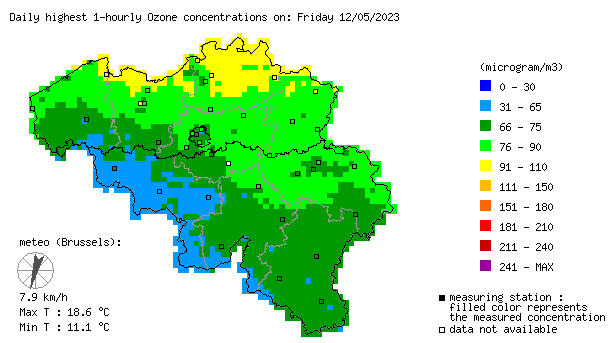
Hoogste uurgemiddelde ozonconcentraties in België op 12/05/2023

Ozon is een enkelvoudige stof van het element zuurstof, met als brutoformule O3. Bij standaardtemperatuur en -druk is ozon een kleurloos tot lichtblauw gas met een karakteristieke prikkelende geur. In vloeibare vorm is het donkerblauw. Het smeltpunt ligt bij −193 °C en daaronder is ozon een donkerblauwe vaste stof. Het molecuul bezit een gebogen moleculaire geometrie, met een bindingshoek van 116,8°. Ozon is een sterke oxidator.
Ozon werd ontdekt door Christian Friedrich Schönbein in 1840. Werner von Siemens vond de ozongenerator uit, waarmee door elektrostatische ontladingen op industriële schaal ozon gemaakt kan worden.
De naam komt van het Griekse ozein (ὄζειν), hetgeen ruiken betekent. Dit verwijst naar de karakteristieke geur van het gas.
Ozon is een belangrijke component van luchtvervuiling, waar het ontstaat in fotochemische smog.

## Ozon in de atmosfeer
Ozon ontstaat van nature in de atmosfeer onder invloed van elektrische ontladingen (zoals tijdens onweer) en door ultraviolette straling met een golflengte onder 240 nm in de bovenste lagen van de atmosfeer (de stratosfeer). In eerste instantie valt zuurstof uiteen in twee reactieve zuurstofradicalen:
{\displaystyle {\ce {O2 ->[h \nu] 2O^.}}}
Dit radicaal kan reageren met zuurstofgas tot ozon:
{\displaystyle {\ce {O2 + O^. -> O3}}}
In de stratosfeer is ozon zeer gewenst, omdat het daar een laag vormt (de ozonlaag) en de schadelijke ultraviolette straling van de zon tegenhoudt. Het ondergaat immers fotolyse onder invloed van uv-licht:
{\displaystyle {\ce {O3 ->[h \nu] O2 + O^.}}}
Als deze ozonlaag in de stratosfeer zou verdwijnen gaat meer uv-licht het aardoppervlak bereiken, waardoor het leven op aarde meer bemoeilijkt zou worden: er zou meer huidkanker zijn, aantasting van chlorofyl en van microflora, zoals kleinere organismen (plankton).
De ozonlaag kan worden aangetast door synthetische gassen, zoals ouderwetse drijfgassen uit spuitbussen en hulpgassen uit koelkasten en airconditioningsystemen. Met name de diverse chloorfluorkoolstofverbindingen (cfk's) zijn grote boosdoeners. De aantasting van de ozonlaag komt het duidelijkst tot uitdrukking in het gat in de ozonlaag boven Antarctica, dat in het vroege voorjaar steeds groter wordt. Om deze reden zijn cfk's verboden op grond van het Montrealprotocol, dat op 1 januari 1989 in werking trad. Daarom bevatten koelkasten, airco's en spuitbussen geen cfk's meer. De schadelijke werking van cfk's berust op het feit dat deze gassen vlot fluor- en chloorradicalen afsplitsen, die ozon afbreken op een vergelijkbare manier met uv-licht. 
In de troposfeer gaan onder invloed van zonlicht koolwaterstoffen en koolstofmonoxide (CO) chemische reacties aan met stikstofoxiden (NOx), waardoor onder andere ozon ontstaat:
{\displaystyle {\ce {NO2 ->[h \nu] NO + O^.}}}
{\displaystyle {\ce {O2 + O^. -> O3}}}
Koolwaterstoffen, koolstofmonoxide en stikstofoxiden worden met name door autoverkeer uitgestoten. Het mengsel van deze stoffen met ozon wordt fotochemische smog genoemd. Het gevormde ozon tast bij mensen en dieren het longweefsel aan en bij planten remt het de groei en beschadigt het de bladeren. 
Ozon in de stratosfeer beschermt dus de biosfeer, terwijl ozon in de troposfeer schadelijk is.

## Toepassingen
Ozon werkt desinfecterend en wordt gebruikt om bijvoorbeeld drinkwater te ontsmetten. Het voordeel ten opzichte van bijvoorbeeld dichloor is dat het geen smaak in het water achterlaat. Verder wordt ozon nog gebruikt bij het desinfecteren van bronwater, zwemwater en van oppervlaktes die in contact komen met voedsel, bij het verwijderen van sporen van gisten uit lucht (belangrijk wanneer voedsel ingepakt wordt), bij het schoonmaken en bleken van stoffen, het ontgeuren van (auto)interieurs en materialen na een brand en bij het verwijderen van ongewenste schadelijke stoffen (bijvoorbeeld herbiciden) uit water.
In de intensieve visteelt en de aquaristiek wordt ozon als desinfectiemiddel gebruikt en voor afbraak van afvalproducten van de vis. Het wordt ook toegepast als oxidator bij bodemsaneringen (C-sparge) van organische verontreinigingen (bijvoorbeeld BTEX of trichlooretheen).
In de organische synthese wordt ozon aangewend bij de ozonolyse. Deze reactie wordt gebruikt om alkenen oxidatief te splitsen. Zo wordt cyclohexeen geoxideerd tot adipaldehyde:
Het medisch gebruik van ozon komt nog steeds voor, met name in Cuba wordt het toegepast bij kankerbestrijding.

## Toxicologie en veiligheid
Ozon is een toxische verbinding. Het is ongezond om langdurig ozon in te ademen, ook in lage concentraties.
Ozon ontleedt bij verwarming in zuurstofgas, hetgeen het brandgevaar verhoogt. Het is een sterke oxidator, die hevig reageert met brandbare en reducerende stoffen. Ozon reageert met alkenen, aromaten zoals aniline, ethers, dibroom, stikstofverbindingen en rubber, waardoor schokgevoelige stoffen ontstaan. Het tast alle metalen aan, behalve de edelmetalen iridium, goud en platina.
Ozon kan in het lichaam worden opgenomen door inademing. Een schadelijke concentratie van dit gas in de lucht zal snel worden bereikt bij het vrijkomen ervan.
Ozon is irriterend voor de ogen en de luchtwegen. Inademing van het gas kan longoedeem veroorzaken en kan op astma lijkende reacties teweegbrengen. Ozon kan effecten hebben op het centraal zenuwstelsel, met als gevolg hoofdpijn, verzwakte waakzaamheid en prestaties.
Kopieerapparatuur die met lasertechniek in plaats van inkt werkt en laserprinters produceren ozon. De hoeveelheid van één apparaat is ongeveer gelijk aan die van een brandende sigaret. Zij kunnen dan ook het best in een goed geventileerde aparte kamer worden geplaatst. Tegenwoordig zijn in kopieerapparaten en laserprinters filters met actieve kool geplaatst die veel ozon opvangen.

### Longoedeem
De symptomen van longoedeem worden vaak pas na enkele uren merkbaar en zij worden verergerd door lichamelijke inspanning. Rust en geneeskundige observatie zijn daarom noodzakelijk. Onmiddellijke behandeling door een arts of een door deze laatste gemachtigd persoon, met gepaste geneesmiddelen voor inademing dient overwogen te worden. De symptomen van astma worden vaak pas na enkele uren merkbaar en zij worden verergerd door lichamelijke inspanning. Iemand die tekenen van astma heeft vertoond ten gevolge van de stof mag hieraan nooit meer worden blootgesteld.
De longen kunnen ernstig aangetast worden bij herhaalde of langdurige blootstelling aan ozon.

### Grenswaarden
De MAC-waarde (voor licht werk) ligt op 0,1 ppm als Total Weighted Average (TWA). Voor matig zwaar werk ligt de grens op 0,08 ppm en voor zwaar werk op 0,05 ppm.
De algemene grenswaarde in België voor kortstondige blootstelling (dit is voor een periode van 15 minuten) die niet mag worden overschreden bedraagt 0,1 ppm.

### Verplichte onderzoeken
Ozon staat in de Belgische wetgeving in de lijst van chemische verbindingen die vergiftigingen kunnen veroorzaken. Voor elke verbinding in deze lijst wordt telkens vermeld:
- een exemplatieve lijst van de bijzondere onderzoeken
- de frequentie van het periodiek gezondheidstoezicht

De preventieadviseur-arbeidsgeneesheer kiest een techniek waarvan de gevoeligheid en de aard beantwoorden aan de vereisten van de toestand. Bij gebrek aan een specifiek biologisch onderzoek voert de preventieadviseur-arbeidsgeneesheer een klinisch onderzoek uit dat gericht is op de bijzondere bedreigde organen.
Bij blootstelling aan ozon is een jaarlijkse meting van de vitale capaciteit vereist. Dit geeft een weergave van de longinhoud.